# Negerhollands
Het Negerhollands is een in 1987 uitgestorven creooltaal die voornamelijk tussen 1730 en 1830 in Deens-West-Indië (nu: de Amerikaanse Maagdeneilanden) werd gesproken. Op de eilanden St. Thomas en St. John werd de taal, die was gebaseerd op het Zeeuws en West-Vlaams, tot in de 20e eeuw gesproken door nakomelingen van mensen die leefden in slavernij en die eerder op Nederlandse plantages in het Caribisch gebied hadden gewerkt.
In 1926 (De Josselin de Jong) en in 1936 (Nelson) bleek dat nog tientallen mensen deze taal spraken. Met name op St. John bleef de taal nog bewaard. Negerhollands werd echter zelden in het openbaar gesproken. Aan het eind van de jaren zeventig deed Anne Graves nog onderzoek naar de gesproken taal met een handjevol laatste sprekers, onder wie Alice Stevens. Toen Stevens in 1987 als laatste spreekster overleed, is de taal officieel uitgestorven verklaard. Alice Stevens was door haar grootouders opgevoed, waardoor de taaldood een generatie opgeschoven werd.
In de huidige op het Engels gebaseerde creooltaal Virgin Islands English Creole zijn nog tientallen woorden te herkennen die uit het Negerhollands afkomstig zijn.
Na de val van het IJzeren Gordijn in 1989 kon het archief van de Evangelische Broedergemeente te Herrnhut in de voormalige Duitse Democratische Republiek beter bezocht worden door onderzoekers uit het Westen. Dit archief bleek een enorme collectie handschriften in het Negerhollands te bevatten. Hieronder bevinden zich diverse Bijbelteksten, maar bijvoorbeeld ook zo'n 150 door slaven geschreven brieven uit de achttiende eeuw.
Andere op het Nederlands gebaseerde creooltalen in de Caribische regio zijn in Guyana het Skepi en het Berbice-Nederlands.

## Voorbeelden
- As Pussie ka slaep, Rotto le kurrie na Vluer (Als de poes slaapt, lopen de ratten over de vloer)
- Ju no weet, wat sender le due? (Weet je niet wat ze doen?)
- Het Onzevader, versie 1770:[3]

Ons Vaeder
Ju die bin na binne die Hemel
Ju Naem wort geheiligt
Ju Koningrijk kom
Ju wil geskiet na Aerde glik na binne die Heemel
Gief ons van Dag ons daglik Broot
Vergeef ons ons skylt, glik ons le vergeef ons Skyldenaar sender.
En no lej ons na binne Versueking
Maer verlos ons van die Quaet.
Want van Ju bin die Kooningrik
Die Kragt en die Heerlikheit
Na die Eewigheit. Amen.

## Classificatie
- Nederlands
  - Nederlandse creoolse talen, gemengde talen
    - Petjo (Nederlands-Indië)
    - Javindo (Nederlands-Indië)
    - Mohawk Dutch (Verenigde Staten)
    - Leeg Duits (Low Dutch, Albany Dutch, Jersey Dutch; Verenigde Staten)
    - Negerhollands (Amerikaanse Maagdeneilanden)
    - Skepi (Guyana)
    - Berbice-Nederlands (Guyana)
    - Afrikaans (Zuid-Afrika; status als creooltaal betwist)